# Расийн (окръг, Уисконсин)
Окръг Расийн (на английски: Racine County) е окръг в щата Уисконсин, Съединени американски щати. Площта му е 2051 km², а населението - 200 601 души. Административен център е град Расийн.